# Allée de l'Été
L'allée de l'Été est une voie de circulation des jardins de Versailles, en France.

## Description
L'allée de l'Été débute au sud sur l'avenue de la Division-Leclerc et se termine environ 750 m au nord sur l'allée du Petit-Pont.
Elle croise :
- le bassin de Bacchus, à l'intersection avec l'Allée de Bacchus-et-de-Saturne, vers le Sud,
- le parterre de Latone, au niveau de l'Allée Royale.
- le bassin de Cérès, à l'intersection avec l'Allée de Cérès-et-de-Flore, vers le Nord.